# Carbone 14, le film
Pour plus de détails, voir Fiche technique et Distribution.
Carbone 14, le film est un film français réalisé par Jean-François Gallotte et Joëlle Malberg, sorti en 1983.

## Synopsis
Les animateurs de la célèbre radio libre, Jean-Yves Lafesse, David Grossexe (Jean-François Gallotte) et Supernana sont filmés en train d'animer leurs émissions dans le local de Carbone 14.

## Fiche technique
- Titre : Carbone 14, le film
- Réalisation :	Jean-François Gallotte et Joëlle Malberg
- Scénario : Jean-Yves Lafesse et Catherine Pelletier
- Photographie : Dominique Arrieu, Vincent Jeannot et Franck Moisnard
- Montage : Annie Lemesle
- Production : G.I.E. Zéro Nul - Garance Productions
- Distribution : Les Films de l'Atalante
- Pays d'origine :  France
- Durée : 80 minutes
- Date de sortie :
  - France : 11 mai 1983
- Classification CNC[1] : interdit aux moins de 12 ans (visa d'exploitation no 56948 délivré le 11 mai 1983)

## Distribution
- Jean-Yves Lafesse
- Jean-François Gallotte
- Michel Fizbin
- Pascal Gilhodez
- Siné
- Sapho

## Sélection
- Festival de Cannes 1983 (Perspectives du cinéma français)[2]